# Donaueschingen
Donaueschingen je njemački grad u Schwarzwaldu na jugozapadu savezne države Baden-Württemberg u okrugu Schwarzwald-Baar. Nalazi se na ušću dvaju rijeka Breg i Brigach koje svojim spajanjem čine izvor rijeke Dunav.
Smješten je u kotlini unutar niskog planinskog područja. Nalazi se oko 13 km južno od Villingen-Schwenningena, 24 km zapadno od Tuttlingena, i oko 30 km sjeverno od švicarskog grada Schaffhausena. Godine 2020. broj stanovnika iznosio je 22 205, što ga čini drugim najvećim gradom u okrugu (Kreis) Schwarzwald-Baar. Značajno je regionalno željezničko čvorište.

## Etimologija
Ime donau potječe od keltske riječi za val, 'Dānowyos' i 'Dānu' (latinizirano u Danuvios). Ista je riječ sastavnica imena keltskog boga mora Dylan ail Don, sina božice Arianrhod.

## Geografija
Donaueschingen je smješten u kotlini Baar u južnom Schwarzwaldu na ušću rijeka Brigach i Breg, dva izvorišna pritoka Dunava, po kojima je grad i dobio ime. To se mjesto danas povijesno i konvencionalno smatra izvorom Dunava.
Grad se nalazi u blizini jezera Titisee i manje od sat vremena vožnje od Švicarske i Francuske.

## Povijest
Donaueschingen se prvi put pojavljuje u pisanim izvorima kao Esginga 889. godine, a suvremeni se oblik imena prvi put pojavljuje 1292. Godine 1283. Rudolph von Habsburg dodijelio je kneževinu Baar i Donaueschingen Heinrichu von Fürstenbergu. S ovom darovnicom bilo je povezano i pravo proizvodnje piva, što je i danas sjedište pivovare Fürstenberg. Godine 1488. posjed je prešao na grofa od Fürstenberg-Baara. Od 18. stoljeća mjesto je bilo rezidencija prinčeva od Fürstenberga. Godine 1806. Donaueschingen je došao pod vlast Velikog vojvodstva Baden i dobio je status grada 1810. Veliki dio grada stradao je u požaru 1908. godine. Donaueschingen ima značajnu tradiciju kao vojno sjedište, stoga od kraja Drugog svjetskog rata i uspostave francuske okupacijske zone, francuska vojska održavla je vojarne u gradu, a do ranih 1990-ih, američko ratno zrakoplovstv upravljalo je tamošnjom bolnicom za hitne slučajeve. Bolnica nikada nije primila značajne žrtve u vojnim operacijama, ali najveću je aktivnost doživjela 1989., kada su Sjedinjene Države ponudile objekt kao privremeni smještaj za izbjeglice koje su bježale iz Istočne Njemačke na Zapad.
Premda su prinčevi od Fürstenberga nominalno svrgnuti kao apsolutni vladari kneževine, oni još uvijek posjeduju ogromnu imovinu u svojim bivšim posjedima, uključujući i palaču s okolnim parkovima i vrtovima. Schlosspark (vrtovi palače) koji je nekada bio javni i jedini park dostupan građanima grada od 1806. nedavno je ponovno postao zatvoren za javnost. Prinčevi od Fürstenberga također su bili vlasnici važnog rukopisa "Pjesme o Nibelunzima" (Nibelungenlied - Rukopis C)  sve dok ga nisu prodali 2001., kao i drevnu pivovaru svojih predaka.

## Gospodarstvo
Gospodarstvo grada čini sustav od gotovo 1000 različitih poduzeća, od kojih su 24 srednje veličine i zapošljavaju 2200 ljudi. Najvažnije industrije su montaža strojeva, poluvodiči, injekcijsko prešanje, proizvodnja magneta, bojila i proizvodnja cipela.

### Prijevoz
Skolodvor Donaueschingen je regionalno željezničko čvorište, a u gradu se spajaju četiri željezničke linije. Nalazi se na liniji Schwarzwaldbahn od Offenburga do Konstanza i početak je Höllentalbahna od Donaueschingena do Freiburga im Breisgau. Donaueschingen je također početna točka za vlakove na pruzi doline Dunava (pruga Tuttlingen–Inzigkofen i pruga Ulm–Sigmaringen) i Bregtalbahnu, koji vozi do Ulma, odnosno Bräunlingena. Grad je dio sustava javnog prijevoza Schwarzwald-Baar.
Grad se nalazi na cesti A 864, odvojku A 81 za Stuttgart. U blizini Donaueschingena sastaju se tri savezne autoceste: B 27 od Stuttgarta do Schaffhausena; B 31 od Freiburga im Breisgau do Lindaua i B 33 od Offenburga do Konstanza.
Dugoprugaška biciklistička staza Dunav počinje u Donaueschingenu i prati tok Dunava. Jedna je od najpoznatijih i najdužih biciklističkih staza u Europi.

## Obrazovanje
Grad ima četiri srednje škole: Fürstenberg-Gymnasium i Wirtschaftsgymnasium, jednu Realschule i jednu Hauptschule. S tim su školama povezane četiri osnovne škole: Eichendorffschule, Erich-Kästner-Schule, Grundschule Pfohren i Grundschule Wolterdingen. Postoje dvije škole za posebne potrebe: Heinrich-Feuerstein-Schule i Karl-Wacker-Schule.

## Kultura
Donaueschingenski festival za suvremenu glazbu ("Donaueschinger Musiktage"), osnovan je 1921. i jedan od najstarijih svjetskih festivala za novu glazbu, održava se svake godine u listopadu. Među gostujućim skladateljima bili su Paul Hindemith, Arnold Schoenberg, Pierre Boulez, Elliott Carter, John Cage i György Ligeti.
Knjižnica Fürstenberg u Donaueschingenu čuva rane kopije pet Mozartovih opera, koje su bile važan izvor u oživljavanju povijesno utemeljenih izvedbi opera iz 18. stoljeća.
U Donaueschingenu se nalazi i Muzeja umjetnosti i muzej suvremene umjetnosti osnovan 1941.

## Pobratimljeni gradovi
Donaueschingen je pobratimljen s:
- Kaminoyama, Japan (1995.)
- Saverne, Francuska (1964.)
- Vác, Mađarska (1993.)

## Značajne ličnosti
- Karlo Debeli (839. - 888.), karolinški car
- Anselm Kiefer (rođen 1945.), slikar i kipar

## Vanjske poveznice
- Mrežna stranica općine Donaueschingen, pristupljeno 2. siječnja 2022.
- Predložak:In lang Informacije o području Donaueschingena  Arhivirana inačica izvorne stranice od 12. kolovoza 2009. (Wayback Machine), pristupljeno 2. siječnja 2022.
- Sport u Donaueschingenu, pristupljeno 2. siječnja 2022.